# Low (singel Foo Fighters)
Low - jest to trzeci singel zespołu rockowego Foo Fighters z ich czwartej studyjnej płyty  One by One. Został wydany w różnych wersjach w 2003 roku.

## Teledysk
W teledysku występuje wokalista zespołu Dave Grohl i aktor Jack Black. Grają w nim dwóch mężczyzn, którzy spędzają noc w hotelowym pokoju przebrani w damskie ubrania. Video jest kręcony amatorską kamerą raz kręci Grohl a raz Black. Reżyserem wideoklipu jest Jesse Peretz, który reżyserował takie klipy Foo Fighters jak Big Me, Learn To Fly, The One, a w 2007 roku Long Road to Ruin.

## Lista utworów

### CD1: Roswell Records (UK)
1. "Low"
2. "Never Talking to You Again (Live, Hamburg, Germany, 1st December 2002)"
3. "CD-ROM bonus clip"

### CD2: Roswell Records (UK)
1. "Low"
2. "Enough Space (Live, Copenhagen, Denmark, 5th December 2002)"
3. "Low Video (CD-ROM)"

### CD: Roswell Records (Australia)
1. "Low"
2. "Never Talking to You Again (Live, Hamburg, Germany, 1st December 2002)"
3. "Enough Space (Live, Copenhagen, Denmark, 5th December 2002)"
4. "Low [Video]"
5. "Foo Fighters CD-ROM [Bonus Clip]"

### DVD/EP: Roswell Records (U.S./Canada)
1. "Low (Video)"
2. "Times Like These (Video)"
3. "Times Like These (U.K. Video)"
4. "Times Like These (Acoustic Video)"